# Martha Winternitz-Dorda
Martha Winternitz-Dorda, auch Martha Dorda, geborene Martha Gohs (* 28. März 1880 in Wien; † 9. Dezember 1958 in Hamburg) war eine österreichische Opernsängerin (Sopran) und Gesangspädagogin.

## Leben

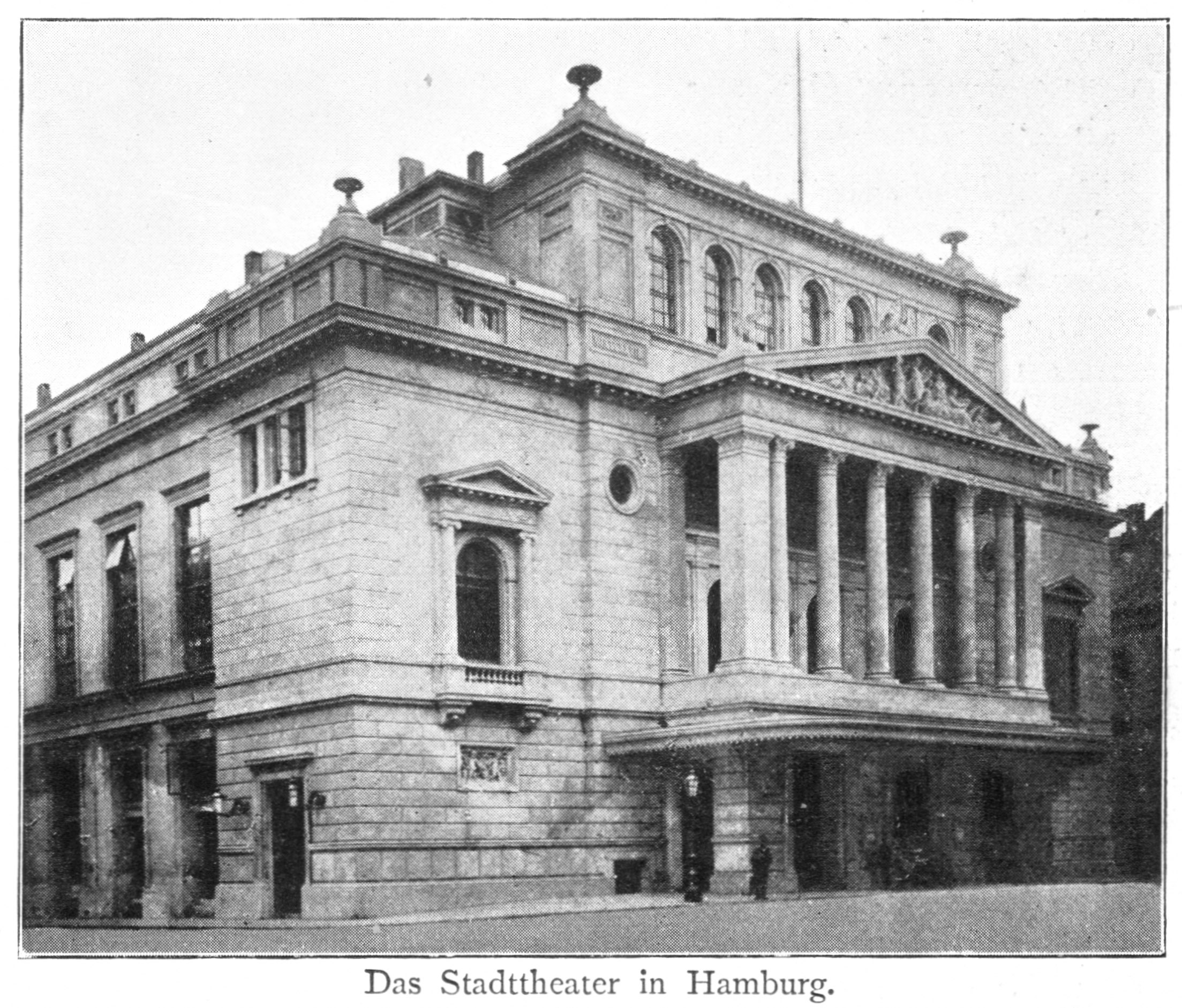
Hamburger Stadttheater vor dem Umbau von 1927

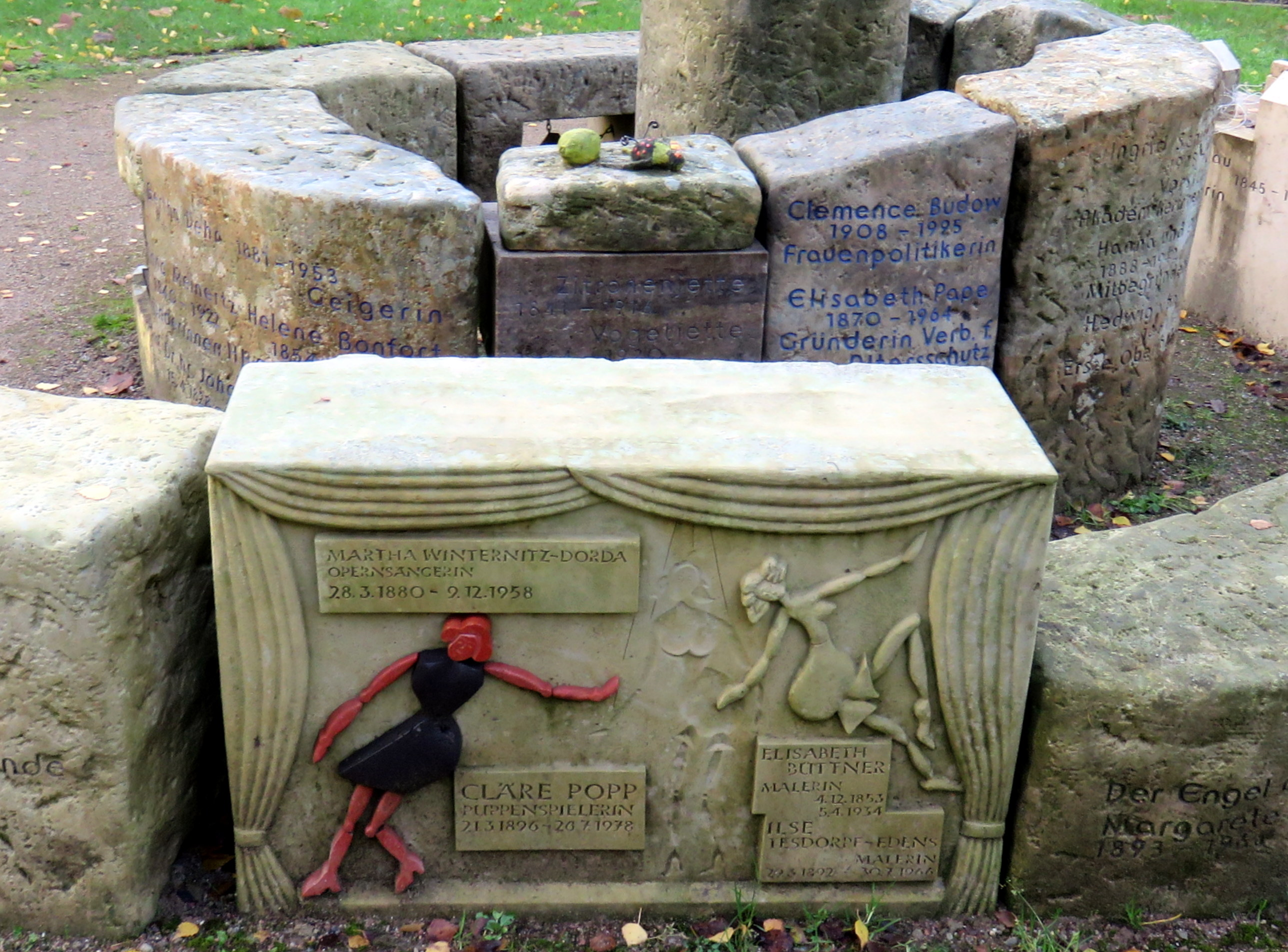
Erinnerungsstein im „Garten der Frauen“ auf dem Friedhof Ohlsdorf

Martha Gohs, genannt „Dorda“, debütierte 1899 in kleineren Gesangsrollen am Deutschen Volkstheater ihrer Heimatstadt Wien, wo sie bis 1901 blieb. Darüber hinaus war sie bis 1910 an den Theatern von Troppau (1901–1902), Linz (1902–1903), Graz (1901–1906) und schließlich am Raimundtheater in Wien (1908–1910) engagiert. Danach wurde sie als erste dramatische Sopranistin an das Hamburger Stadttheater verpflichtet und blieb an dortiger Bühne bis zu ihrer Verabschiedung im Jahre 1933 mit der Feldmarschallin im Rosenkavalier.
Bis dahin hatte sie an einer Vielzahl von auswärtigen Theatern und Opernhäusern Gastspiele gegeben, wie zum Beispiel in Karlsruhe, Mannheim und Leipzig. An der Oper von Chicago war sie von 1913 bis 1914 engagiert: 1913 sang sie die Blanchefleur in der amerikanischen Erstaufführung der Oper Der Kuhreigen von Wilhelm Kienzl in französischer Sprache (unter dem Titel Le Ranz-des-vaches).
Bis zu ihrem Tod lebte Martha Winternitz-Dorda als Gesangspädagogin in Hamburg.
Ein Gedenkstein in der Erinnerungsspirale im Areal des Garten der Frauen auf dem Friedhof Ohlsdorf erinnert an die Künstlerin.
Schallplatten von Martha Winternitz-Dorda erschienen bei Pathé (Wien 1909) und Parlophon (Berlin 1911).

## Familie
Seit 1903 war Martha Winternitz-Dorda mit dem Komponisten und Dirigenten Arnold Winternitz (1874–1928) verheiratet, welcher an der Hamburger Oper tätig war. Dort sang sie 1918 in der Uraufführung seiner Oper Meister Grobian. Nach dem Tod ihres Mannes ging sie eine zweite Ehe mit dem Pianisten Richard Goldschmied (1880–1941) ein.

## Leistungen
Ebenso wie ihr erster Ehemann pflegte Martha Winternitz-Dorda eine Vorliebe für zeitgenössische Musik sowohl auf der großen Bühne als auch im Konzertsaal. So trat sie in München am 12. September 1910 in der Uraufführung der 8. Sinfonie von Gustav Mahler („Sinfonie der Tausend“) auf. Sie war die erste Interpretin der George-Lieder von Arnold Schönberg und sang bei der Uraufführung der Fünfzehn Gedichte op 15 für hohe Stimmen und Klavier aus Das Buch der hängenden Gärten von Stefan George (14. Januar 1910 in Wien).
In der Uraufführung von Schönbergs Gurre-Liedern (23. Februar 1913 in Wien) sang sie die Partie der Tove, ebenso bei der Premiere 1914 in Leipzig.
Schönberg bezeichnete (1949) Martha Winternitz-Dorda als „sehr gut und extrem musikalisch“. Ihre Koloraturstimme wird als „vortrefflich durchgebildet“ beschrieben.